# Nebozez

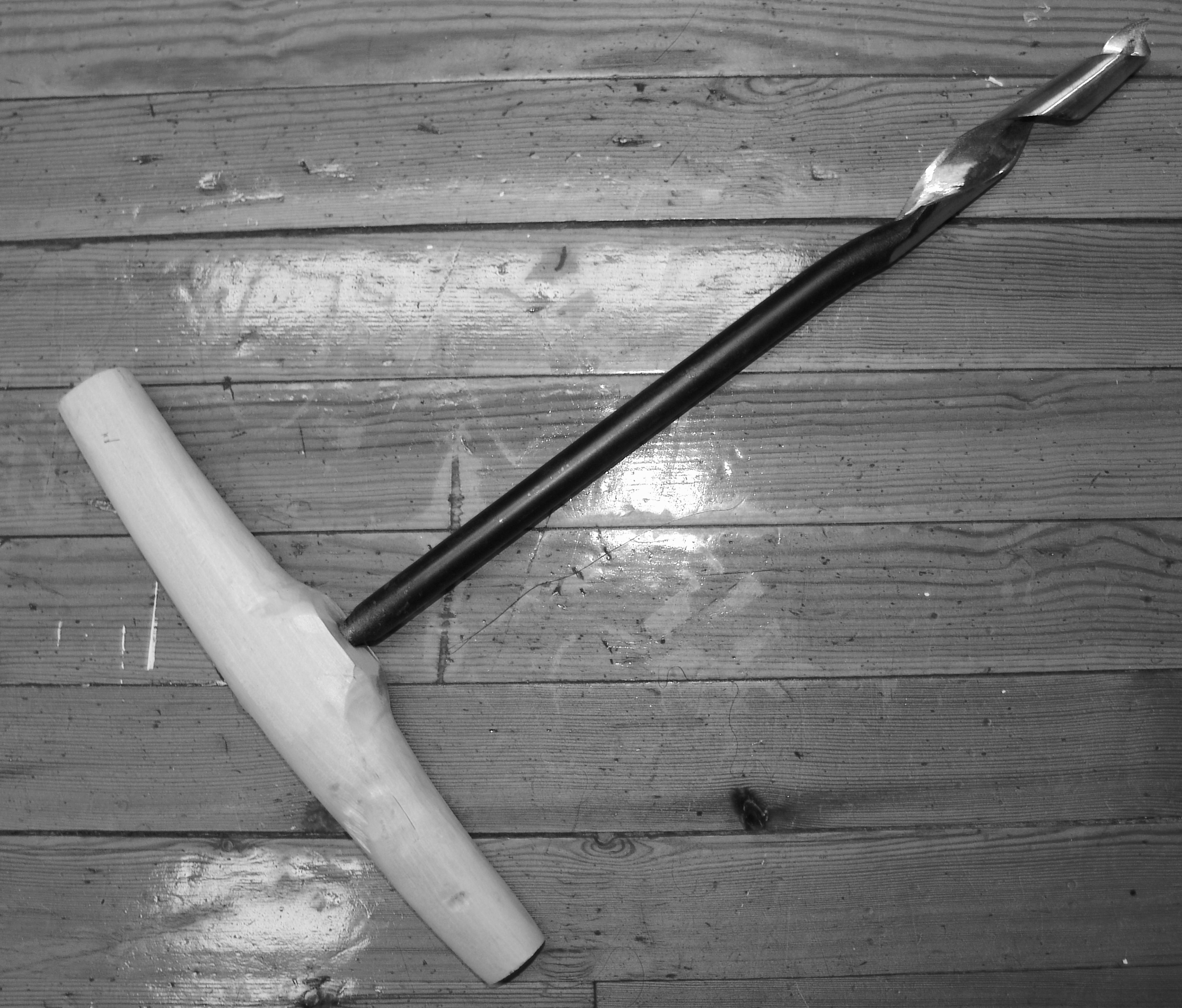
Dvouruční nebozez

Nebozez je ruční nástroj, dvouruční pravotočivý vrták do dřeva pro otvory od průměru 10 mm. Nebozízek je malý jednoruční nebozez pro díry o průměru do 6 až 8 mm. Často se používá jako navrtávák pro předvrtání otvorů pro vruty.

## Popis
Postavíme-li nebozez svisle, připomíná písmeno T. Dole je vlastní vrták, který pokračuje tyčí, nahoře ukončenou okem. Do něho je naklepnutá kulatá dřevěná vodorovná příčka – dvouruční vratidlo. Začátek vrtáku připomíná vrut do dřeva, má náběh o třech závitech. Náběh se do dřeva zavrtává a vtahuje řeznou část vrtáku hlouběji do díry. Tento náběh pokračuje řezným břitem, jehož průměr se stále zvětšuje. Samotný vrták je vlastně půlkruhový žlábek a připomíná půlku trubky, rozříznuté po délce na půl. Na obou koncích se zužuje. Prostřední rovná část žlábku má šířku rovnou průměru díry – kalibrovací část, která díru vyrovná. Řezný břit je na pravé venkovní straně žlábku a je skosen (zbroušen) směrem do žlábku. Zúžená část žlábku vrtáku mezi kalibrovací částí a náběhem je v ose zatepla stočena (ztordována) o 90° doleva. Tím je řezný břit skloněný a zabírá do dřeva postupně. Toto je nezbytné, jinak by odpor dřeva byl tak velký, že by se vrták ulomil. Zúžený přechod z kalibrovací části do tyče je nutný, aby bylo možno vytáhnout nebozez z díry.
Nebozezem se vrtá do dřeva alespoň 2x silnějšího než je jeho průměr (slabá deska by se rozštípla). Do měkkého dřeva vrtá dobře, do tvrdého velmi obtížně – musí se mazat mýdlem nebo olejem, jinak hrozí jeho ulomení.

## Nebozízek

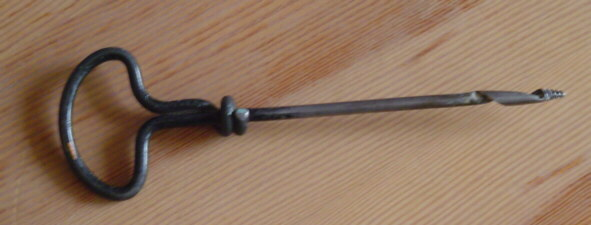
Nebozízek

Pracovní část je podobná nebozezu, celý nástroj je ale vyroben z jednoho kusu silného drátu, který je na horním konci zkroucen do oka, jež nahrazuje vratidlo. I v malých rozměrech existují nebozízky s plastovou rukojetí.

## Historie
Nebozez vykovávali kováři, od poloviny 19. století je vyráběn i průmyslově. Ve středověku se přiváděla voda do kašen dřevěným potrubím. To se vyrábělo z borovicových klád délky 3 až 4 metry, které se podélně provrtávaly dlouhým nebozezem. Více než 2000 let existoval nebozez jako jednoduchý a velmi rozšířený nástroj, nezbytný pro dřevozpracující řemeslníky. Dnes jej často nahrazují vrtáky do dřeva užívané s aku nebo elektrickou vrtačkou. S nástupem tesařských či „konstrukčních“ vrutů s drážkou Torx, nářeznou hranou a frézovacími drážkami užívání nebozezů a předvrtávání vůbec odpadá a to i ve tvrdých dřevech.